# تپه منجاق تپه
تپه منجاق تپه مربوط به عصر آهن است و در شهرستان جاجرم، بخش مرکزی، دهستان گلستان، حاشیه شرقی روستای رباط قره بیل واقع شده و این اثر در تاریخ ۲۸ شهریور ۱۳۸۶ با شمارهٔ ثبت ۱۹۷۰۰ به‌عنوان یکی از آثار ملی ایران به ثبت رسیده است.